# 沃热加
沃热加（羅馬化：Vozhega）是俄罗斯沃洛格达州的市级镇、沃热加区行政中心，在州府沃洛格达以北，有铁路车站沃热加站。
该地2021年人口有6,045人；2010年人口6,725；2002年人口6,835；1989年人口7,370。